# Religionsedikt
Religionsedikt är ett av statsmyndigheterna utfärdat påbud angående religionsbekännelser i ett land (tillstädjande av eller inskränkning i sådanas utövning), såsom Milanoediktet (år 313), varigenom kristna kyrkan erkändes av staten, Wormsediktet (1521), som förklarade Luther i akt, St. Germainediktet (1570) och Nantesiska ediktet (1598), som gav hugenotterna fri religionsutövning m.m.